# Hawesville
Hawesville é uma cidade localizada no estado americano de Kentucky, no Condado de Hancock.

## Demografia
Segundo o censo americano de 2000, a sua população era de 971 habitantes.
Em 2006, foi estimada uma população de 982, um aumento de 11 (1.1%).

## Geografia
De acordo com o United States Census Bureau tem uma área de
3,4 km², dos quais 3,4 km² cobertos por terra e 0,0 km² cobertos por água.

## Localidades na vizinhança
O diagrama seguinte representa as localidades num raio de 16 km ao redor de Hawesville.